# Yayo Aguila

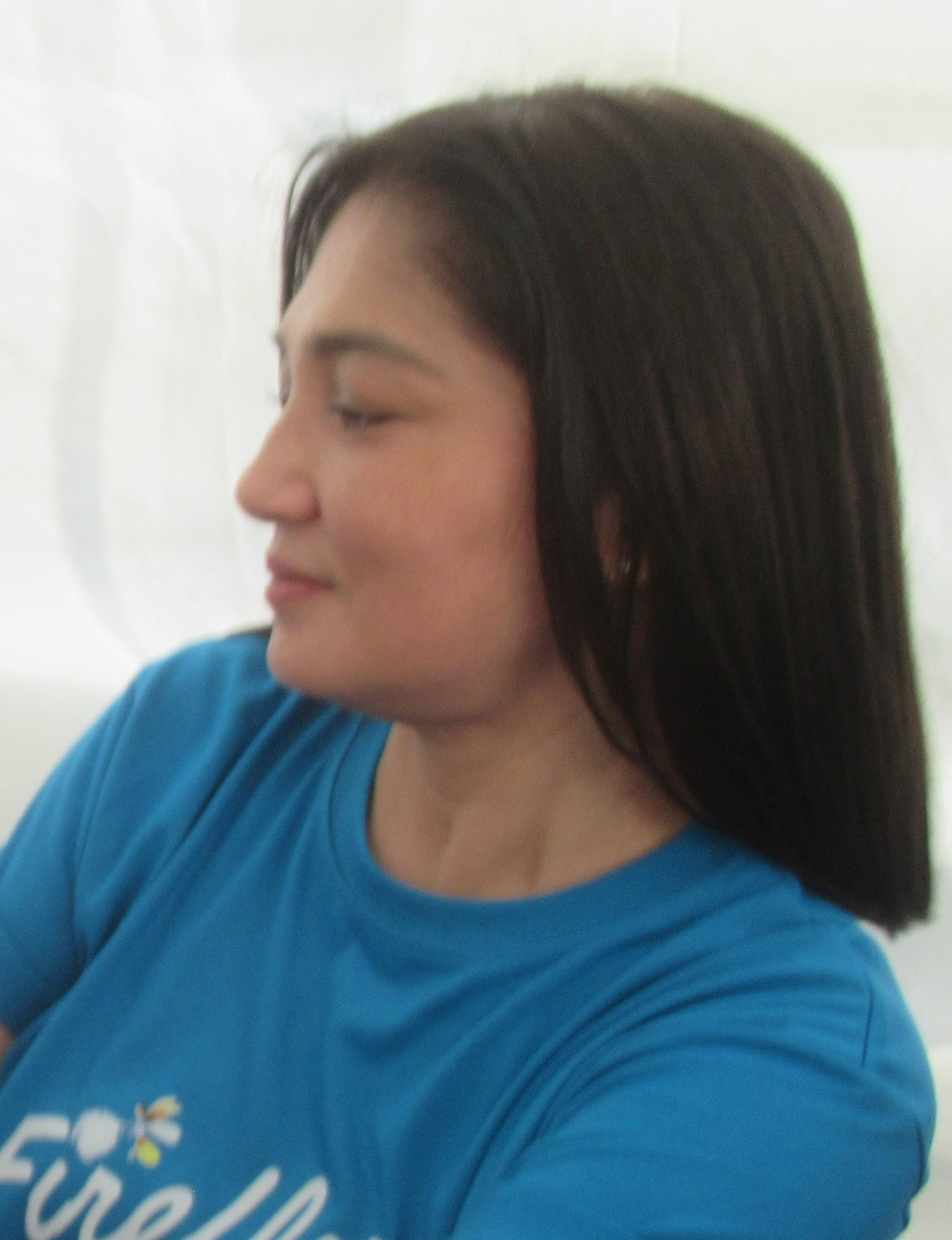
Yayo Aguila (2023)

Yayo Aguila, Geburtsname Maria Rosario Aguila, (* 16. September 1967 in Quezon City) ist eine philippinische Schauspielerin.

## Leben
Yayo Aguila begann ihre Karriere im Jahr 1982 mit einer bedeutenden Nebenrolle in dem KultfilmBagets, der ein gewaltiger Box Office Erfolg war. Sie war von 1985 bis 2010 mit dem Schauspieler William Martinez verheiratet, aus der gemeinsame Kinder hervorgingen.
2007 nahm sie an der philippinischen Ausgabe der Fernsehshow Celebrity Big Brother teil.

## Filmografie (Auswahl)

### Fernsehserien
- 1982: Okay Sha
- 1993–2013: Maalaala Mo Kaya (14 Folgen)
- 1999/2002: G-mik
- 2001: Maynila
- 2001: Sa Dulo Ng Walang Hanggan
- 2005: Love To Love (Folge: Wish Upon A Jar)
- 2005: Mahiwagang Baul (Folge: Si Juanito At Ang Duwende)
- 2005: Sugo
- 2006: I Luv NY
- 2006: Komiks Presents (Folge: Da Adventures of Pedro Penduko)
- 2006: Love Spell (Folge: Home Switch Home)
- 2006: Daisy Siete (Folge: Moshi Moshi Chikiyaki)
- 2007: Pinoy Big Brother Celebrity Edition
- 2007: Maalaala Mo Kaya (Folge: Feeding Bottle)
- 2007: Mga Mata ni Anghelita
- 2007: Magic Kamison
- 2008: Kung Fu Kids
- 2008: ASAP (Folge: PBB Victory Party)
- 2009: Moomoo and Me
- 2009: Sine Novela: Ngayon at Kailanman
- 2009: Nasaan Ka Maruja? (2 Folgen)
- 2009: Precious Hearts Romances Presents:Somewhere in My Heart
- 2010: Melason (Folge: Artista Na Kami!)
- 2010: Precious Hearts Romances Presents:Impostor
- 2010: My Driver Sweet Lover
- 2010–2015: Wansapanataym (20 Folgen)
- 2011: Your Song Presents: Andi (Folge: Habang Buhay)
- 2011: Minsan Lang Kita Iibigin
- 2011: Good Vibes
- 2011: 100 Days To Heaven
- 2011: Nasaan Ka Elisa?
- 2012: Ikaw Ay Pag-Ibig
- 2012: Princess and I
- 2013: Little Champ
- 2013: Apoy Sa Dagat
- 2013: My Little Juan
- 2013: Kahit Nasaan Ka Man
- 2013–2014: Magpakailanman (3 Folgen)
- 2014: The Borrowed Wife
- 2014: Panalangin
- 2014: Sana Bukas Pa Ang Kahapon
- 2014: More Than Words
- 2015: Forevermore
- 2015: Flordeliza
- 2015: Pasión De Amor
- 2015: My Fair Lady
- 2015: FPJ's Ang Probinsyano

### Filme
- 1984: Bagets
- 1986: Working Boys
- 1998: Kay Tagal Kang Hinintay
- 2004: Bcuz of U
- 2004: Aishite Imasu 1941: Mahal Kita
- 2006: Umaaraw, Umuulan
- 2009: Villa Estrella
- 2011: Tween Academy: Class of 2012
- 2012: The Reunion
- 2013: Seduction
- 2014: Starting Over Again